# Can Gravat
Can Gravat és una obra del municipi d'Anglès (Selva) inclosa en l'Inventari del Patrimoni Arquitectònic de Catalunya.

## Descripció
Es tracta d'un edifici aïllat de tres plantes amb coberta de doble vessant a laterals en diversos nivells. El conjunt del mas està format per la casa, les seves estructures adossades, dos antics pallers a banda i banda de la casa, una bassa, un pou i una antiga era de batre.
La planta baixa consta de diverses portes i finestres rectangulars i destaca un contrafort situat a la part dreta i fet de pedra i rajol arrebossats.
El primer pis consta de tres finestres rectangulars i petites, així com el segon pis, encara que les finestres són aquí de mig punt i amb impostes de rajol, dues d'elles geminades.
La façana, reformada en els últims trenta anys, està arrebossada i la resta de la casa té la pedra vista de maçoneria irregular.
A la part lateral dreta del mas es conserva una comuna exterior.